# Categoría Primera B
Die Categoría Primera B ist die zweite kolumbianische Fußballliga. Sie wurde 1991 gegründet. Seit 2020 ist ihr offizieller Name Torneo BetPlay, zuvor war der Name von 2015 bis 2019 Torneo Águila. Von 2010 bis 2014 wurde sie nach einem Sponsoren auch Torneo Postobón genannt. Von 2004 bis 2009 hieß sie Copa Premier, von 1998 bis 2003 Copa Águila und von 1991 bis 1997 Copa Concasa. Ausrichter ist die DIMAYOR, der Verband der Profi-Fußballvereine División Mayor del Fútbol Profesional Colombiano.

## Modus
Der Modus wechselte mehrfach. Teilweise ist die Saison in die zwei Hälften Apertura und Finalización aufgeteilt, wobei die beiden Meister am Ende der Saison den Gesamtjahresmeister ausspielen. Teilweise wird eine einzige Meisterschaft ausgespielt.
Von  2006 bis 2014 spielte der zweite eine Relegation um den Auf- und Abstieg gegen den Vorletzten der ersten Liga. Das schlechteste Team der Primera A stieg direkt in die Primera B ab. Aktuell gibt es keine Absteiger aus der Primera B.
Im Oktober 2014 beschloss die Dimayor eine Reduzierung der zweiten Liga auf 16 Mannschaften, bei gleichzeitiger Aufstockung der ersten Liga auf 20 Mannschaften. Vorausgegangen war eine Abnahme der Zuschauerzahlen in der ersten Liga aufgrund des Abstiegs vieler Traditionsvereine in die zweite Liga und aufgrund des Aufstiegs vieler neugegründeter Mannschaften, die keine große Fanbasis haben. Die zwei zusätzlichen Aufsteiger für die Spielzeit 2015 werden in einem gesonderten Aufstiegsturnier von acht Traditionsmannschaften der zweiten Liga ermittelt. Ab der Spielzeit 2015 gibt es zudem zwei direkte Auf- und Absteiger.

## Teilnehmer der Categoría Primera B 2022
Die folgenden Vereine nehmen an der Spielzeit 2022 teil:
| Mannschaft           | Stadt         | Stadion                  | Kapazität |
| -------------------- | ------------- | ------------------------ | --------- |
| Atlético FC          | Cali          | Pascual Guerrero         | 35.405    |
| Atlético Huila       | Neiva         | Guillermo Plazas Alcid   | 22.000    |
| Barranquilla FC      | Barranquilla  | Romelio Martínez         | 11.000    |
| Boca Juniors de Cali | Cali          | Pascual Guerrero         | 35.405    |
| Bogotá FC            | Bogotá        | Metropolitano de Techo   | 10.000    |
| Boyacá Chicó FC      | Tunja         | Independencia            | 25.000    |
| Cúcuta Deportivo     | Cúcuta        | General Santander        | 16.000    |
| Deportes Quindío     | Armenia       | Centenario               | 20.716    |
| Fortaleza FC         | Bogotá        | Metropolitano de Techo   | 10.000    |
| Leones FC            | Itagüí        | Ciudad de Itagüí         | 12.000    |
| Llaneros FC          | Villavicencio | Bello Horizonte          | 15.000    |
| Orsomarso SC         | Palmira       | Rivera Escobar           | 9.000     |
| Real Cartagena       | Cartagena     | Jaime Morón León         | 16.068    |
| Real Santander       | Piedecuesta   | Villa Concha             | 5.000     |
| Tigres FC            | Bogotá        | Metropolitano de Techo   | 10.000    |
| Valledupar FC        | Valledupar    | Armando Maestre Pavajeau | 10.000    |

## Meister, Auf- und Absteiger

### Aufsteiger
| Rang | Verein               | Titel |
| ---- | -------------------- | ----- |
| 1    | Atlético Huila       | 3     |
| 1    | Cúcuta Deportivo     | 3     |
| 1    | Real Cartagena       | 3     |
| 4    | Atlético Bucaramanga | 2     |
| 4    | Boyacá Chicó FC      | 2     |
| 4    | Deportes Quindío     | 2     |
| 4    | Deportivo Pasto      | 2     |
| 4    | Cortuluá             | 2     |
| 4    | Envigado FC          | 2     |
| 4    | Deportivo Pereira    | 2     |

- 1991: Envigado FC
- 1992: Atlético Huila
- 1993: Cortuluá
- 1994: Deportes Tolima
- 1995: Atlético Bucaramanga
- 1996: Cúcuta Deportivo
- 1997: Deportivo Unicosta[Anmerkung 1]
- 1997: Atlético Huila
- 1998: Deportivo Pasto
- 1999: Real Cartagena
- 2000: Deportivo Pereira
- 2001: Deportes Quindío
- 2002: Centauros Villavicencio
- 2003: Chicó FC
- 2004: Real Cartagena
- 2005: Cúcuta Deportivo
- 2006: La Equidad
- 2007: Envigado FC
- 2008: Real Cartagena
- 2009: Cortuluá
- 2010: Itagüí Ditaires
- 2011: Deportivo Pasto, Patriotas
- 2012: Alianza Petrolera
- 2013: Uniautónoma FC, Fortaleza FC
- 2014: Jaguares de Córdoba, Cúcuta Deportivo, Cortuluá
- 2015: Atlético Bucaramanga, Fortaleza FC
- 2016: América de Cali, Tigres FC
- 2017: Boyacá Chicó, Leones FC
- 2018: Cúcuta Deportivo, Unión Magdalena
- 2019: Deportivo Pereira, Boyacá Chicó
- 2020: Atlético Huila (Meister, aber kein Aufsteiger)[2]
- 2021 Apertura: Atlético Huila, Deportes Quindío; Finalización: Cortuluá, Unión Magdalena
- 2022:

### Absteiger
- 1991: Keiner (Ligaerweiterung zu 16 Teams)
- 1992: Real Cartagena
- 1993: Deportes Tolima
- 1994: Atlético Bucaramanga
- 1995: Cúcuta Deportivo
- 1996: Atlético Huila
- 1997: Cúcuta Deportivo[Anmerkung 1]
- 1997: Deportivo Pereira
- 1998: Deportivo Unicosta
- 1999: Unión Magdalena
- 2000: Deportes Quindío
- 2001: Keiner (Ligaerweiterung zu 18 Teams)
- 2002: Real Cartagena
- 2003: Centauros Villavicencio
- 2004: Cortuluá
- 2005: Unión Magdalena
- 2006: Envigado FC
- 2007: Real Cartagena
- 2008: Atlético Bucaramanga
- 2009: Deportivo Pasto
- 2010: Cortuluá
- 2011: Deportivo Pereira, América de Cali
- 2012: Real Cartagena
- 2013: Deportes Quindío, Cúcuta Deportivo
- 2014: Fortaleza FC
- 2015: Cúcuta Deportivo, Uniautónoma FC
- 2016: Boyacá Chicó FC, Fortaleza FC
- 2017: Tigres FC, Cortuluá
- 2018: Boyacá Chicó, Leones FC
- 2019: Unión Magdalena, Atlético Huila
- 2020: Keiner (Abbruch wegen COVID-19-Pandemie)
- 2021 Apertura: Boyacá Chicó; Finalización: Atlético Huila, Deportes Quindío